# Google Books
Google Books hay Google Sách (tên gọi ban đầu Google Print hay Google Book Search) là một công cụ của Google cho phép tìm một đoạn văn đầy đủ trong một cuốn sách do Google scan lại và qua nhận dạng ký tự OCR, và lưu trữ trong một cơ sở dữ liệu số. Dịch vụ này được biết đến lúc đầu với cái tên là Google Print khi nó được giới thiệu tại Frankfurt Book Fair vào tháng 10 năm 2004. Khi một cụm từ khớp với những từ khóa người dùng nhập vào, Google sẽ đưa ra một bảng danh sách các đầu sách có chứa từ khóa ở trên. Nhấp vào kết quả từ Google Book Search sẽ mở ra một giao diện mới trong đó người dùng có thể xem từng trang trong cuốn sách cũng như các quảng cáo chứa thông tin liên quan và các đường link đến trang web của nhà xuất bản và nhà bán sách. Tuy nhiên bên cạnh cũng có một số cuốn sách có sự giới hạn, trong đó người dùng chỉ được xem một số giới hạn các trang sách do điều kiện của bản quyền sách.
Công cụ "Tìm Sách của Google" (Google Book Search) vẫn còn đang trong phiên bản thử nghiệm bê-ta nhưng số đầu sách lưu trữ trong kho dữ liệu vi tính (của Google do quét / scan được) vẫn tiếp tục tăng lên. Công cụ này chủ yếu là lưu trữ và trưng bày trên mạng những sách xưa cũ đã hết tác quyền hoặc những sách đã hết thời hạn tác quyền trong thời gian gần đây. Khi người sử dụng Google gõ từ khóa tìm 1 cuốn sách (ví dụ: Binh Thư Yếu Lược của Trần Hưng Đạo) thì kết quả tìm sẽ hiển thị cuốn sách với dạng thức PDF. Người dùng mạng có thể tải về file PDF của sách này và in ra tham khảo tùy ý bởi vì sách này đã hết tác quyền và giờ đây mọi người có thể tham khảo sử dụng mà không cần trả phí.
Một vấn đề nổi lên là: luật tác quyền của Mỹ có thể khác biệt với luật các nước khác trên thế giới (ngoài lãnh thổ Mỹ), cho nên sẽ có trường hợp cùng một cuốn sách, luật Mỹ quy định là hết tác quyền, nhưng luật nước khác quy định tác quyền vẫn còn, và như thế Google có thể bị kiện ở nước ngoài.
Để tránh rắc rối pháp lý khi sự việc trên xảy ra, Google đã thương lượng với các cơ quan quản lý tác quyền các quốc gia trên thế giới thể dàn xếp một phương thức để Google có thể thanh toán tác quyền cho các tác giả của các tác phẩm mà bản quyền còn hiệu lực.
Phương thức hiện nay do Google đề nghị là: khi Google chọn scan 1 tác phẩm mà bản quyền vẫn đang còn hiệu lực pháp lý ở nước đó, thì Google sẽ trả 60 đô-la Mỹ cho tác giả (hoặc cho đại diện ủy quyền của tác giả này) nếu toàn bộ tác phẩm được scan (nếu Google chỉ scan 20% số trang để làm giới thiệu tóm tắt thì trả ít hơn, từ 5 đến 15 đô-la tùy số trang.) Và sau đó, mỗi lần Google thu lợi từ tác phẩm này (thu từ bán quảng cáo in kẹp vào sách, bán sách.v.v) thì sẽ thanh toán thêm 63% tiền doanh thu.
Cần nói rõ thêm về mô hình kinh doanh của Google, tức là cách kiếm tiền của họ khi sử dụng tác phẩm sách. Mỗi lần người sử dụng mạng muốn xem một cuốn sách trên mạng do Google cung cấp, thì Google sẽ tìm kiếm một nhà tài trợ. Nhà tài trợ này sẽ trả tiền cho Google để bù lại được quyền kẹp vào cuốn sách này những quảng cáo cho các sản phẩm của nhà tài trợ.
Nếu người sau khi xem một vài trang trong cuốn này và muốn mua hẳn một cuốn sách về nhà xem, thì Google sẽ cho in ra sách (giấy) và gửi về tận nhà người mua và thu tiền.
Tiền thu được từ nhà tài trợ (thường là chỉ vài xu Mỹ cho mỗi lần kẹp quảng cáo vào sách) và tiền bán sách sau khi trừ chi phí in ấn, gửi... sẽ được chia lại cho tác giả cuốn sách này 63%.
Với một số lượng độc giả khổng lồ của Google, thì khả năng kiếm tiền từ việc đồng ý phương thức chia chác của Google là khá lớn.
Tuy nhiên, cần nhận thức rõ số lượng khách tìm sách tiếng Việt sẽ chỉ là một phần trong tổng số khách của Google, cho nên số tiền chia chác cũng sẽ theo tỷ lệ này.
Cũng có một số ý kiến cho rằng công thức tính kiểu cào bằng như thế là bất bình đẳng vì đánh đồng sách hay lẫn sách dở như nhau, tác giả ăn khách hay tác giả ít khách giống nhau. Có ý kiến cho rằng 60 đô-la ban đầu là quá ít.
Đáp lại, cũng có ý kiến cho rằng nếu sách hay thì sẽ có nhiều người tìm kiếm hơn, và như thế tác giả sẽ kiếm được nhiều tiền hơn từ nhà tài trợ và tiền bán sách. Còn số tiền ban đầu 60 đô-la chỉ là tượng trưng vì về lâu về dài, tiền chia doanh thu phát sinh từ nhà tài trợ và tiền bán sách sẽ đóng vai trò chủ yếu. Tác giả hay, sách hay sẽ thu tiền dài hạn cho đến khi tác quyền kết thúc.